# Парковка (фильм)
«Парковка» (англ. P2) — американский триллер режиссёра Франка Кальфуна и продюсера/сценариста Александра Ажа. В главных ролях — Рэйчел Николс и Уэс Бентли. Премьера состоялась 9 ноября 2007 года.

## Сюжет
В канун рождества, молодая женщина Анжела Бриджес задерживается на работе. После чего, уже собираясь уезжать на своей машине, она обнаруживает что заперта на общественной парковке. Сначала она думает, что произошли какие-то проблемы с электричеством, которые были вызваны происходившим торжеством. Однако через некоторое время она понимает, что стала жертвой охранника, который оказался маньяком.

## В ролях
| Актёр            | Роль            |
| ---------------- | --------------- |
| Рэйчел Николс    | Анжела Бриджес  |
| Уэс Бентли       | Томас           |
| Саймон Рейнольдс | Боб Харпере     |
| Филип Акин       | Карл            |
| Грэйс Линн Кунг  | Девушка в лифте |
| Пол Сон-Хён Ли   | Мужчина в лифте |